# Festival internazionale del cinema di Ibiza
Il Festival internazionale del cinema di Ibiza (Ibiza IFF) è un festival cinematografico che si tiene ogni estate ad Ibiza, in Spagna. La prima edizione dell'Ibiza IFF si è tenuta nel 2007 sotto la direzione Xavier Benlloch, assistito da Gail Fear e con Daniel Benlloch e Jorge Benlloch ed avuto come sponsor John Hurt, Terry Gilliam, Alan Parker, Bigas Luna e Ángela Molina. Dalla seconda edizione del Festival, Nacho Cano e Antonio Isasi-Isasmendi sono diventati gli sponsor e José Manuel Lorenzo ha assunto il ruolo di presidente del comitato giudicante. 
Con lo slogan "Spirito indipendente", suggerito dal produttore Jonathan Debin, questo festival promuove le produzioni cinematografiche indipendenti di tutto il mondo. 
Premio e simbolo della manifestazione è il falcó d'or, che rappresenta il falco della regina (falco eleonorae), una specie che vive sulle coste del Mediterraneo e nidifica quindi anche sulle coste di Ibiza e Formentera, richiama anche il film  Il mistero del falco, di John Huston.

## Edizione del 2007
La giuria dell'Ibiza IFF nella prima edizione ha avuto Antonio Isasi-Isasmendi come presidente, Jonathan Debin, Michael Hoenig, Ronnie Taylor, Igor Fioravanti, Demián Bichir, Steve Norman, Anwen Rees Hurt, Timothy Burrill, Elfie A. Donnelly e Paul Arató. 

### Lista dei vincitori
Sezioni in competizione
- Migliore film internazionale - La Caja (Spain)
- Migliore coproduzione - The moon and the stars (Hungary/Italy/UK)
- Migliore regista - Steve Barron for Choking Man
- Migliore regista esordiente - A.J. Annila per Jade Warrior
- Miglior attore - Toby Jones in Infamous
- Miglior attrice- Ángela Molina in La Caja
- Miglior attore non protagonista - Alfred Molina in The moon and the stars
- Miglior attrice non protagonista - Elvira Minguez in La caja
- Migliore nuova Promessa maschile - Octavio Gómez in Choking Man
- Migliore nuova promessa femminile - Eugenia Yuan in Choking Man
- Migliore scenografia - Jade Warrior (Finland/China)
- Migliore fotografia - Henri Blomberg per Jade Warrior
- Migliore sceneggiatura - Peter Barnes and Fabio Carpi per The moon and the stars
- Premio speciale della giuria - Choking Man (USA)
- Menzione speciale della giuria - California Dreamin' (Romania)
- Premio spirito indipendente - Longest night in Shanghai (Japan/China)
- Migliore colonna sonora- Nico Muhly per Choking Man

Premi onorari
- Premio alla carriera - John Hurt
- Libertà ed espressione - George Clooney per Good night, and good luck
- "Premio Vicente Ribas" - INCAA
- Premio creatività - Terry Gilliam

## Edizione del 2008
Nella seconda edizione del Festival la giuria comprendeva Michael Radford, Armand Assante, Margarita Chapatte, Michael Nyman, Richard Kwietnioski, Ray Loriga e Uri Fruchtmann. 

### Lista dei vincitori
Sezioni in competizione
- Migliore film - Battle in Seattle (USA/Canada/Germany)
- Migliore regista - Marco Carniti for Sleeping around
- Miglior attore - Josh Lucas in Death in love
- Miglior attrice - Jacqueline Bisset in Death in love
- Miglior attore non protagonista - Enrique Murciano in Mancora
- Migliore sceneggiatura - Boaz Yakim per Death in love
- Migliore fotografia - Paolo Ferrari per Sleeping around
- Best production design - Emita Frigato per  Sleeping around
- Best edition - Fernando Villena per Battle in Seattle
- Migliore colonna sonora - D. Barittoni y G. De Caterini for Sleeping around
- Miglior corto - Tibor Martin per The power of free
- Falcó d'or - Anna Galiena per  Sleeping around
- Premio speciale del pubblico - Lilian and Pedro Rosado for La Mala
- Premio speciale della giuria - Sleeping around

Premi onorari
- Premio alla carriera - Antonio Isasi-Isasmendi
- Premio speciale Spirito Indipendente - Gerardo Olivares per 14 kilómetros
- "Premio Vicente Ribas" - La Cinémathèque de la Danse